# Piletocera punctatalis
Piletocera punctatalis is een vlinder van de familie van de grasmotten (Crambidae). De wetenschappelijke naam van deze soort is voor het eerst voorgesteld als Stenia punctatalis door Henry Legrand in een publicatie uit 1966.
De soort komt voor op het eiland Aldabra van de Seychellen.